# Colobopsis saundersi
Colobopsis saundersi is een mierensoort uit de onderfamilie schubmieren (Formicinae). De wetenschappelijke naam van de soort is voor het eerst geldig gepubliceerd in 1889 door Emery.
Zie ook de ondersoort Colobopsis saundersi krama (Forel, 1912).